# Sinocnemis yangbingi
Sinocnemis yangbingi là loài chuồn chuồn trong họ Megapodagrionidae. Loài này được Wilson & Zhou mô tả khoa học đầu tiên năm 2000.